# HMAS Nepal (G25)
HMAS Nepal (G25/D14) là một tàu khu trục lớp N đã phục vụ cùng Hải quân Hoàng gia Australia trong Chiến tranh Thế giới thứ hai. Được hạ thủy năm 1941 như là chiếc Norseman, nó bị hư hại nặng do một vụ không kích xưởng tàu John I. Thornycroft and Company, và trong khi sửa chữa được đổi tên thành Nepal nhằm ghi nhận những đóng góp của Nepal trong chiến tranh. Cho dù nhập biên chế cùng Hải quân Australia vào năm 1942, con tàu vẫn dưới quyền sở hữu bởi chính phủ Anh Quốc. Hầu hết các hoạt động trong chiến tranh của Nepal là cùng Hạm đội Đông Anh Quốc tại Ấn Độ Dương, tham gia Chiến dịch Madagascar năm 1942 và các chiến dịch không kích Cockpit và Transom vào năm 1944. Đến đầu năm 1945, nó được điều sang Hạm đội Thái Bình Dương Anh Quốc và hoạt động cho đến khi chiến tranh kết thúc. Khi quay trở về Sydney vào tháng 10 năm 1945, Nepal được cho xuất biên chế và hoàn trả cho Anh Quốc. Nó không được cho hoạt động trở lại và bị tháo dỡ vào năm 1956.

## Thiết kế và chế tạo
Lớp tàu khu trục N có trọng lượng choán nước tiêu chuẩn 1.760 tấn Anh (1.790 t), và lên đến 2.550 tấn Anh (2.590 t) khi đầy tải. Nepal có chiều dài ở mực nước là 229 foot 6 inch (69,95 m) và chiều dài chung 356 foot 6 inch (108,66 m), mạn thuyền rộng 35 foot 8 inch (10,87 m) và chiều sâu tối đa của mớn nước là 16 foot 4 inch (4,98 m). Động lực được cung cấp bởi ba nồi hơi Admiralty nối liền với hai turbine hơi nước hộp số Parsons và dẫn động hai trục chân vịt, cho phép có được tổng công suất 40.000 shp (30.000 kW). Nepal có thể đạt tốc độ tối đa 36 hải lý trên giờ (67 km/h; 41 mph); thủy thủ đoàn của con tàu bao gồm 226 sĩ quan và thủy thủ.
Vũ khí của con tàu bao gồm sáu khẩu QF 4,7 in (120 mm) Mark XII trên ba tháp pháo nòng đôi, một khẩu QF 4 in (100 mm) Mark V, một khẩu đội QF 2 pounder "pom-pom" phòng không bốn nòng, bốn pháo Oerlikon 20 mm phòng không, bốn súng máy Vickers.50 inch trên bệ bốn nòng, bốn súng máy Lewis.303, mười ống phóng ngư lôi 21 inch (533 mm) trên hai bệ năm nòng, hai máy phóng và một đường ray thả mìn sâu với 45 quả mìn được mang theo. Khẩu pháo 4 inch của Nepal sau này được tháo dỡ.

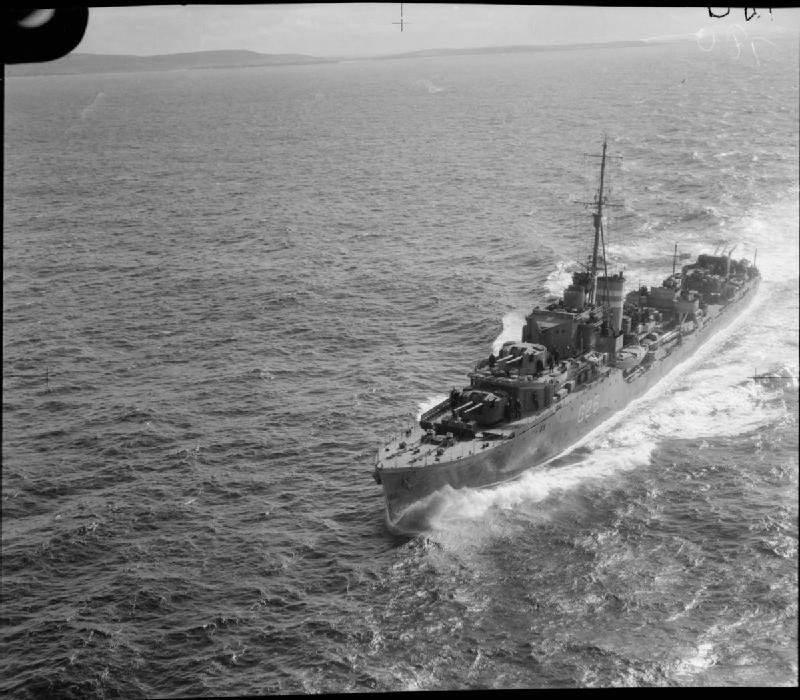
HMAS Nepal trên đường đi

Chiếc tàu khu trục được đặt lườn như là chiếc Norseman tại xưởng tàu của hãng John I. Thornycroft and Company ở Woolston, Hampshire vào ngày 9 tháng 9 năm 1939. Nó được hạ thủy vào ngày 4 tháng 12 năm 1941, nhưng vào cuối tháng lại bị hư hại nặng bởi một cuộc không kích xuống xưởng tàu; một quả bom ném trúng trực tiếp khiến nó hầu như bị vỡ làm đôi. Nó được sửa chữa, và vào lúc này được đổi tên thành Nepal nhằm vinh danh những đóng góp của Nepal trong chiến tranh. Nepal  nhập biên chế cùng Hải quân Hoàng gia Australia vào ngày 11 tháng 5 năm 1942, và cho dù nhập biên chế như một tàu Australia, nó vẫn là một tài sản của Hải quân Hoàng gia Anh. Chi phí chế tạo con tàu là 402.939 Bảng Anh.

## Lịch sử hoạt động
Sau khi nhập biên chế, Nepal được phân về Hạm đội Nhà đặt căn cứ tại Scapa Flow. Trong thời gian này, nó tham gia đóng phim nhằm thể hiện chiếc tàu chiến hư cấu HMS Torrin trong bộ phim Anh In Which We Serve. Vào tháng 7 năm 1942, chiếc tàu khu trục được điều về Hạm đội Đông, và khởi hành từ Scotland để đi Kenya. Trong tháng 9, nó tham gia giai đoạn sau của Chiến dịch Madagascar; và trong phần còn lại của năm 1942, chiếc tàu khu trục hoạt động hộ tống vận tải và tuần tra chống tàu ngầm từ Kilindini. Vào tháng 3 năm 1943, nó lên đường đi Australia cho một đợt tái trang bị kéo dài hai tháng, từ tháng 4 đến tháng 5.
Nepal quay trở lại Ấn Độ Dương vào tháng 6 năm 1943, và tiếp nối các hoạt động cùng Hạm đội Đông, lần này là từ Trincomalee. Vào tháng 4 năm 1944, chiếc tàu khu trục nằm trong thành phần hộ tống tàu sân bay trong Chiến dịch Cockpit, và một lần nữa vào tháng 5 trong Chiến dịch Transom. Đến tháng 8, nó quay trở về Australia để tái trang bị, rồi được phân công hộ tống tàu sân bay HMS Victorious vào cuối tháng 11 và đầu tháng 12. Từ ngày 7 tháng 12 năm 1944 đến ngày 12 tháng 2 năm 1945, nó cùng tàu chị em HMAS Napier tham gia hỗ trợ cho Lữ đoàn Bộ binh 74 Ấn Độ. Trong đợt hoạt động này, vào ngày 5 tháng 2, nó bị hư hại một chân vịt do va phải đá ngầm tại sông Kaleindaung, nhưng có thể tiếp tục hoạt động với một chân vịt cho đến khi kết thúc chiến dịch.
Vào đầu tháng 3 năm 1945, Nepal được phân về Hạm đội Thái Bình Dương Anh Quốc; ký hiệu lườn của nó được thay đổi từ G25 sang D14. Chiếc tàu khu trục ở lại cùng Hạm đội Thái Bình Dương cho đến khi Thế Chiến II kết thúc. Nó được tặng thưởng bốn Vinh dự Chiến trận. Nepal đi đến Sydney vào ngày 22 tháng 10 năm 1945, được cho xuất biên chế tại đây và hoàn trả cho Hải quân Hoàng gia Anh cùng ngày hôm đó. Con tàu không được cho hoạt động trở lại; nó nằm trong thành phần dự bị cho đến năm 1955, khi nó được đưa vào danh sách loại bỏ và bị bán. Nepal bị tháo dỡ tại Briton Ferry thuộc xứ Wales vào tháng 1 năm 1956.